# Armylaena callidioides
Armylaena callidioides là một loài bọ cánh cứng trong họ Cerambycidae.